# Chamaelirium luteum
Genre
Espèce
Classification APG III (2009)
Chamaelirium luteum est une espèce de plantes vivaces de la famille des Liliaceae selon la classification classique ou de celle des Melanthiaceae selon la classification phylogénétique. Elle est appelée également « fausse licorne », « plante étoilée » ou « alétris ».
C'est la seule espèce actuellement acceptée du genre Chamaelirium.

## Description
La plante a une base composée d’environ six feuilles de 8 à 15 cm de long d’où part une unique inflorescence pouvant atteindre 8 à 30 cm. Les fleurs sont de couleur blanche.

## Habitat
La plante est présente à l’état naturel dans une grande partie de l’est des États-Unis et du Canada. Elle apprécie les zones humides mais bien drainées comme dans les sous-bois.

## Utilisation
Les Amérindiens employaient ses racines écrasées pour guérir les problèmes de menstruations importantes, de fertilité chez l’homme et la femme. Les homéopathes utilisent encore la plante pour traiter ce type de problème.

## Synonymes
- Veratrum luteum L.
- Helonias dioica (Walter) Pursh
- Melanthium dioicum Walter

#### GenreChamaelirium
- (en) Flora of North America : Chamaelirium
- (en) Catalogue of Life : Chamaelirium Willd. (consulté le 8 avril 2023)
- (fr + en) ITIS : Chamaelirium  Willd.
- (en) NCBI : Chamaelirium (taxons inclus)
- (en) GRIN : genre Chamaelirium  Willd. (+liste d'espèces contenant des synonymes)

#### EspèceChamaelirium luteum
- (en) Flora of North America : Chamaelirium luteum
- (en) Catalogue of Life : Chamaelirium luteum (L.) A.Gray (consulté le 18 décembre 2020)
- (fr + en) ITIS : Chamaelirium luteum  (L.) Gray
- (en) NCBI : Chamaelirium luteum (taxons inclus)
- (en) GRIN : espèce Chamaelirium luteum  (L.) A. Gray
- (en) USDA Plants Profile